# The Royal and Ancient Golf Club of St Andrews

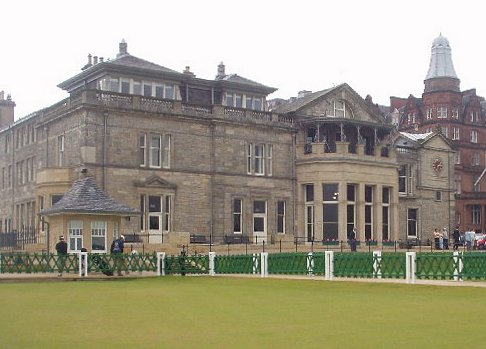
Klubbhuset

The Royal and Ancient Golf Club of St Andrews, R&A, är en golfklubb i St Andrews, Skottland. Klubben grundades 1754 (10 år senare än The Honourable Company of Edinburgh Golfers) under namnet The Society of St. Andrews Golfers. När klubben fick kungligt beskydd av William IV 1834 byttes namnet till det nuvarande. R&A är en privat golfklubb med omkring 2400 medlemmar från hela världen varav hälften kommer från utanför Storbritannien ("overseas members"). Klubben är världens mest ansedda golfklubb.
Det nuvarande klubbhuset byggdes 1854 och 1857 slogs R&A samman med Union Club som de tidigare hade delat lokaler med. Klubben har ingen egen golfbana utan spelar på de sex kommunala St Andrews Links. Klubbhuset som bland annat inrymmer golfmuseum och bibliotek ligger vid första tee på Old Course.
Traditionsenligt slår klubbens ordförande ett utslag från första tee på Old Course klockan 8 på morgonen den sista dagen på höstmötet. Mötet är tillsammans med vårmötet klubbmedlemmarnas två sammankomster varje år där de vid varje möte bland annat spelar en slagtävling på Old Course.
1897 övertog R&A ansvaret för golfreglerna från The Honourable Company of Edinburgh Golfers och bestämmer tillsammans med USGA reglerna för golfspelet i världen. Den enhet inom klubben som styr över golfreglerna kallas The R&A och bestämmer över reglerna för alla länder utom USA och Mexiko men organisationernas samarbete sedan 1952 gör att reglerna är samma överallt. Utöver reglerna för spelet bestämmer organisationerna de tekniska reglerna för golfutrustningen.
Klubben är ansvarig för ett antal golftävlingar, av vilka den största är The Open Championship (The Open, British Open).